# Лютер Еванс
Лютер Еванс (англ. Luther Harris Evans; 13 жовтня 1902, Саєрсвіл, Техас, США — 23 грудня 1981, Сан-Антоніо, Техас, США) — американський бібліотекознавець, політолог і фахівець у галузі міжнародних відносин.

## Біографія
Народився 13 жовтня 1902 року в Сайєрсвіллі. У 1920 році вступив до Техаського університету в Остіні, який закінчив у 1925 році зі ступенем магістра наук. У 1935 році був прийнятий на роботу в Бібліотеку Конгресу США як бібліотекар і пропрацював аж до 1939 року, після чого його обрали директором довідкової служби з питань законодавства. На цій посаді він пропрацював до 1944 року. У 1945 році був обраний директором Бібліотеки Конгресу США, цю посаду він обіймав до 1953 року. Завдяки його директорству значно зросла кількість читачів бібліотеки.
У 1953 році був обраний генеральним директором ЮНЕСКО, цю посаду він обіймав до 1958 року. У 1960-ті роки повернувся до Техаського університету, де до 1971 року працював консультантом з міжнародних досліджень, після чого вийшов на пенсію.
Помер 23 грудня 1981 року в Сан-Антоніо.

## Членство у товариствах
- 1971-81 — Член Американської бібліотечної асоціації.

## Вибрані публікації
- Evans, Luther Harris, «ARE ‘C’ MANDATES VEILED ANNEXATIONS?» The Southwestern Political and Social Science Quarterly 7, no. 4 (1927): 381—400.
- Evans, Luther Harris, «NEW GUINEA UNDER AUSTRALIAN MANDATE RULE.» The Southwestern political and social science quarterly 10.1 (1929): 1–21.
- Evans, Luther Harris. «The General Principles Governing the Termination of a Mandate.» The American journal of international law 26.4 (1932): 735—758.
- Evans, Luther H. «International Affairs: The Japanese Mandate Naval Base Question.» The American political science review 29.3 (1935): 482—487
- Evans, Luther H. «History and the Problem of Bibliography.» College & research libraries 7.3 (1946): 195—205.
- Evans, Luther H. «The Library of Congress and Its Service to Science and Technology.» College & research libraries 8.3 (1947): 315—321.
- Evans, Luther H. «National Bibliography and Bibliographical Control: A Symposium.» College & research libraries 9.2 (1948): 155—156
- Evans, Luther H. «The Magnificent Purpose.» Phylon (1940) 10.4 (1949): 314—322.
- Evans, Luther H. «Unesco in Africa.» The American behavioral scientist (Beverly Hills) 5.8 (1962): 25–27.
- Evans, Luther H. «The Challenge of Automation to Education.» The American behavioral scientist (Beverly Hills) 6.3 (1962): 16–19.
- Evans, Luther H. «Traditional Methods of Organizing and Storing Information.» American documentation 19.3 (1968): 271—272.
- EVANS, LH, and JT VAMBERY. «DOCUMENTS AND PUBLICATIONS OF CONTEMPORARY INTERNATIONAL GOVERNMENTAL ORGANIZATIONS.» Law Library Journal 64, no. 3 (1971): 338–62.